# Mario Garzi
Mario Garzi  est  un peintre italien baroque qui fut actif à Rome dans la deuxième moitié du XVIIe  et au début du  XVIIIe siècle.

## Biographie
Mario Garzi, fils de Luigi Garzi, a été son élève. Il mourut jeune.

## Œuvres
- San Francesco, église Santa Maria dell'Orto, Rome.
- Décoration de la voûte mineure gauche (avec son père Luigi), église Santa Maria dell'Orto, Rome[1].

## Sources